# Holly Lawford-Smith
Holly Lawford-Smith   (Taupo), és una escriptora, investigadora i professora de la Universitat de Melbourne.

## Biografia
Lawford-Smith nasqué a Taupo, Nova Zelanda i completà els estudis superiors en la Universitat d'Otago de Dunedin, Nova Zelanda. El 2010 obtingué un doctorat en la Universitat Nacional d'Austràlia (ANU). Després començà un treball permanent com a professora de Filosofia en la Universitat de Sheffield.

## Carrera
Des del 2017, ha treballat en la Universitat de Melbourne. El seu treball es basa en la filosofia social, moral i política, amb un interés particular en l'acció col·lectiva, ètica climàtica i feminista. Argumenta que hi ha un conflicte d'interessos entre l'activisme d'identitat de gènere, d'una banda, i els drets de les dones i els drets de lesbianes, gais i bisexuals (LGB) de l'altra.
Al febrer del 2021, Lawford-Smith creà un lloc web anomenat "Sense conflicte, van dir", que replega relats anònims de dones que s'han sentit amenaçades per dones transgènere en espais públics. En resposta, diversos acadèmics de la seua institució signaren una carta oberta a la Universitat de Melbourne condemnant el lloc web com a transfòbic i argumentant que "contravé la política de capteniment adequat en el lloc de treball de la universitat i planteja dubtes sobre la integritat de la recerca en la universitat". The Sydney Morning Herald publicà que la majoria d'històries del lloc web eren confuses en denominar o referir-se a dones trans i moltes es referien a l'ús del bany.
Pertany al consell editorial de The Journal of Political Philosophy i Journal of Controversial Idees.

## Treballs seleccionats
- Lawford-Smith, Holly. Global Justice.  Routledge, 2012. ISBN 978-0-7546-2979-5.[10]
- Lawford-Smith, Holly. Not In Their Name: Are Citizens Culpable For Their States' Actions?.  Oxford: Oxford University Press, 2019. ISBN 978-0-1925-7033-8.[11]